# Liste der Bischöfe von Nebbio
Die folgenden Personen waren Bischöfe des Bistums Nebbio (Korsika, heute Frankreich):
- 1118–1124: Guglielmo (Vulliermus)
- 1137: Landolfo
- 1144: Wilhelm
- 1176: Landolfo
- 1209: Roland
- 1237–1245: Giovanni Battista Presulato
- 1246: Konrad (Conradus)
- 1283–1311: Johannes Fieschi
- 1311–1331: Percevallis
- 1332–1357: Raphaello Spinola
- 1358–1362: Julianus
- 1362: Pietro (Petrus)
- 1363–1381: Raphael
- 1386–1392: Thomas
- 1392–1414: Pietro (Petrus)
- 1414–1415: Antonio Suraccha
- 1415–1417: Pietro Stefano degli Hannibaldis
- 1418–1431: Antonio da Cascia
- 1431–1462: Francesco de Perfetti
- 1465–1481: Oberto Pinelli
- 1481–1514: Battista Saluzzo
- 1514–1536: Agostino Giustiniani
- 1536–1538: Geronimo Doria
- 1538–1558: Andrea Grimaldi
- 1558–1572: Filippu Arrighetti
- 1573: Adriano Vivienzo
- 1574: Guglielmo Rodovano
- 1574–1577: Cesare Contardi, † 1585
- 1577–1578: Marco Antonio Montefiore
- 1579–1590: Giovan Battista Baldo
- 1591–1596: Andrea Scribano
- 1601–1612: Giacomo Ruscone
- 1612–1620: Giuliano Castagnola
- 1621–1646: Giovanni Mascardi
- 1646–1663: Vincenzo Saporito
- 1664–1671: Francesco Camillo da Mare
- 1671–1703: Giovanni Geronimo Doria
- 1703–1713: Tomaso Giustiniani
- 1713–1732: Nicolao Gaetano Aprosio
- 1733–1737: Giambattista Curli
- 1741–1763: Romualdu Massei
- 1770–1773: Matteu Francescu Guasco, † 1802
- 1773–1775: Francesco Cittadella, † 1781
- 1775–1801: Dumenicu Santini, † 1814